# كونزية مبهجة
كونزية مبهجة (الاسم العلمي:Kunzea jucunda) هي نوع من النباتات تتبع جنس الكونزية من فصيلة الآسية.